# Acronicta barnesii
Acronicta barnesii là một loài bướm đêm thuộc họ Noctuidae. Nó được tìm thấy ở Bắc Mỹ, bao gồm California.
Sải cánh dài khoảng 40 mm.